# Viadeyra
La viadeyra, viadera, o viandela era un genere lirico della letteratura occitana e catalana, inventato dai trovatori, una canzone per la danza escogitata per alleggerire il fardello di un lungo viaggio o per ravvivarlo, una forma popolare opposta ad una elevata, di rado utilizzata dai poeti colti. Secondo il Cançoneret de Ripoll catalano, era la pus jusana spècies qui és en los cantàs (il genere di canzone più umile che esiste) e altrove viene chiamato la més baixa espècie de cançons (il genere di canzone più basso). 
Una delle più famose viadeyras è stata composta da Cerverí de Girona. Il verso iniziale è No.l prenatz lo fals marit ("Non prendere quel marito falso") ed è conservata nel Cançoner Gil. Il tema della canzone è quello di un avvertimento a una ragazza, Jana delgada (Joanna sottile) o Na Delgada, un senhal (vezzeggiativo) che significa "signora sottile". Il verso jana delgada (da leggere come Jana delgada o ja, Na Delgada) viene ripetuto dopo ogni due versi come un respos. La canzone ha molto in comune con le cantigas de amigo galiziano-portoghesi . 